# Arnold Rijsenburg
Arnold Rijsenburg (Paramaribo, 2 februari 1968) is een gewezen Nederlandse voetballer van Surinaamse origine. Daarna ging hij aan de slag als coach, voornamelijk in de jeugdopleidingen. 

## Carrière
Arnold Rijsenburg debuteerde in 1985 bij toenmalig derdeklasser Stade Leuven, de club waar eerder ook zijn vader Orlando (bijgenaamd Nico) had gespeeld. De talentrijke middenvelder groeide uit tot een sterkhouder bij Leuven en promoveerde in 1988 naar de tweede klasse. Daar speelde hij zich twee seizoenen in de kijker van verscheidene clubs. In de zomer van 1990 ruilde hij Stade Leuven in voor eersteklasser Beerschot VAV.
Bij Beerschot kwam Rijsenburg niet vaak aan spelen toe, wegens financiële problemen degradeerde Beerschot naar de derde klasse. Rijsenburg hield het hier na één seizoen voor bekeken en sloot zich aan bij tweedeklasser Verbroedering Geel. Ook daar bleef hij een jaar. In 1992 trok de voetballer naar derdeklasser Racing Jet Wavre. In 1996 ruilde hij Racing Jet voor twee seizoenen in voor Zwarte Duivels Oud-Heverlee. Vervolgens keerde hij terug naar Racing Jet, waar hij in 2001 een punt zette achter zijn spelersloopbaan.
Na zijn carrière als voetballer ging Rijsenburg als voetbalcoach aan de slag. Hij werd jeugdtrainer bij Oud-Heverlee, dat in 2002 met Stade Leuven fusioneerde tot Oud-Heverlee Leuven. Na de fusie werd hij beloftencoach. Van 2005 tot 2007 trainde hij de jeugd van Standard Luik. Hij werkte hier nauw samen met gewezen topcoach Tomislav Ivić en jongeren als Axel Witsel, Marouane Fellaini, Christian Benteke, Mehdi Carcela en Reginal Goreux. In 2007 haalde RSC Anderlecht hem naar de hoofdstad. Daar trainde hij onder andere Romelu Lukaku.
Na een korte periode bij paars-wit trok Rijsenburg naar Qatar. Daar werd hij jeugdcoach aan de prestigieuze Aspire Academy for Sports Excellence. In 2012 keerde hij terug naar Oud-Heverlee Leuven, waar hij de assistent werd van hoofdcoach Ronny Van Geneugden. Deze club kondigde op 31 december 2013 aan dat de samenwerking in onderling overleg stopgezet werd.
In januari 2014 werd bekend dat Arnold Rijsenburg aan de slag ging als adjunct-bondscoach van de Harambee Stars, de nationale ploeg van Kenia.